# Chiquinho (calciatore 1995)
Francisco Leonel Lima Silva Machado, meglio noto come Chiquinho (Santo Tirso, 19 luglio 1995), è un calciatore portoghese, centrocampista dell'Olympiacos.

## Caratteristiche tecniche
È un trequartista.

## Carriera
Cresciuto nelle giovanili del Leixões, ha esordito in prima squadra il 30 luglio 2014 in occasione del match di Taça da Liga vinto 3-0 contro il Santa Clara.

## Statistiche

### Presenze e reti nei club
Statistiche aggiornate al 18 marzo 2023.
| Stagione        | Squadra             | Campionato      | Campionato | Campionato | Coppe nazionali | Coppe nazionali | Coppe nazionali | Coppe continentali | Coppe continentali | Coppe continentali | Altre coppe | Altre coppe | Altre coppe | Totale | Totale |
| Stagione        | Squadra             | Comp            | Pres       | Reti       | Comp            | Pres            | Reti            | Comp               | Pres               | Reti               | Comp        | Pres        | Reti        | Pres   | Reti   |
| --------------- | ------------------- | --------------- | ---------- | ---------- | --------------- | --------------- | --------------- | ------------------ | ------------------ | ------------------ | ----------- | ----------- | ----------- | ------ | ------ |
| 2014-2015       | Leixoes             | SL              | 4          | 0          | -               | -               | -               |                    |                    |                    |             |             |             | 4      | 0      |
| 2016-feb. 2017  | Leixoes             | PL              | 19         | 4          | TdP             | 2               | 1               |                    |                    |                    |             |             |             | 21     | 5      |
| Totale Leixoes  | Totale Leixoes      | Totale Leixoes  | 23         | 4          |                 | 2               | 1               |                    |                    |                    |             |             |             | 25     | 5      |
| feb.-lug. 2017  | Lokomotiva Zagabria | 1.HNL           | 6          | 0          | CC              | -               | -               |                    |                    |                    |             |             |             | 6      | 0      |
| 2017-2018       | Academica           | PL              | 36         | 9          | TdP             | 2               | 0               |                    |                    |                    |             |             |             | 38     | 9      |
| 2018-2019       | Moreirense          | PL              | 34         | 8          | TdP             | 3               | 2               |                    |                    |                    |             |             |             | 37     | 10     |
| 2019-2020       | Benfica             | PL              | 25         | 2          | CP+CdL          | 1+6             | 0+0             | UCL+UEL            | 3+2                | 0+0                | SP          | 1           | 1           | 38     | 3      |
| 2020-2021       | Benfica             | PL              | 18         | 2          | CP+CdL          | 1+4             | 0+2             | UEL                | 3                  | 0                  |             |             |             | 26     | 4      |
| 2021-2022       | Braga               | PL              | 9          | 0          | CP+CdL          | 2+1             | 0+0             | UEL                | 3                  | 0                  |             |             |             | 15     | 0      |
| feb.-giu. 2022  | Giresunspor         | SL              | 13         | 4          | -               | -               | -               | -                  | -                  | -                  |             |             |             | 13     | 4      |
| 2022-2023       | Benfica             | PL              | 25         | 1          | CP+CdL          | 3+4             | 1+0             | UCL                | 12                 | 0                  | -           | -           | -           | 44     | 2      |
| 2023-gen. 2024  | Benfica             | PL              | 9          | 0          | CP+CdL          | 2+0             | 0+0             | UCL                | 5                  | 0                  | SP          | 1           | 0           | 17     | 0      |
| Totale Benfica  | Totale Benfica      | Totale Benfica  | 77         | 5          |                 | 21              | 3               |                    | 25                 | 0                  |             | 2           | 1           | 125    | 9      |
| gen.-giu. 2024  | Olympiacos          | SLE             | 15         | 1          | CG              | 0               | 0               | UECL               | 8                  | 1                  | -           | -           | -           | 23     | 2      |
| Totale carriera | Totale carriera     | Totale carriera | 213        | 31         |                 | 31              | 6               |                    | 36                 | 1                  |             | 2           | 1           | 282    | 39     |

## Palmarès

### Club

#### Competizioni nazionali
- Supercoppa di Portogallo: 2

Benfica: 2019, 2023
- Campionato portoghese: 1

Benfica: 2022-2023
- Campionato greco: 1

Olympiakos: 2024-2025

#### Competizioni internazionali
- UEFA Conference League: 1

Olympiakos: 2023-2024